# Satellietradio
Satellietradio is een radiosignaal dat via communicatiesatellieten wordt uitgezonden en waardoor een veel groter geografisch gebied kan worden bestreken ten opzichte van terrestriële radiosignalen.